# Die Richterin (1917)
Die Richterin ist ein deutscher Stummfilm aus dem Jahr 1917.

## Handlung
Fritz Rönninger besitzt eine große Druckerei. Der Geschäftsmann verliebt sich eines Tages in die Tochter seines Nachbars, die in strenger Ordnung erzogen wurde. Er erweist sich als gutherziger und aufrichtiger Bewerber um ihre Gunst, und so stimmt das Mädchen eines Tages seinem Antrag zu, ihn heiraten zu wollen. Da Fritz nicht mit einer Lüge in die Ehe gehen will, gesteht er ihr einen Fehltritt, der aber schon lange zurückliegt: in seiner Jugend habe er einst einen Scheck gefälscht und sei dafür ins Gefängnis gegangen. Die strengen väterlichen Prinzipien von Sitte und Moral lassen Rönningers Braut in spe zur moralischen Richterin werden, und so lässt sie im letzten Moment die anstehende Eheschließung einfach platzen.
Zutiefst betrübt, beschließt Rönniger, sein bisheriges Leben komplett aufzugeben. Er verkauft seine Firma und geht mit seiner neuen Geliebten nach Monaco. Dort führt er ein Leben ins Saus und Braus, wohl nur, um seinen Verlustschmerz zu betäuben. Als er schließlich pleite ist, bringt sich Fritz um. Vorher aber verfasst er einen Brief. In ihm gibt er seiner „moralischen“ Braut von einst die Schuld an seinem Untergang. Sie habe ihn mit ihrer Unversöhnlichkeit „gerichtet“. Als diese den Brief liest, sieht sie ihr an Rönninger begangenes Unrecht ein und nimmt sich ebenfalls das Leben, in dem sie ins Wasser geht.

## Produktionsnotizen
Die Richterin wurde im Mutoskop-Atelier in Berlin-Lankwitz gedreht, passierte im Oktober 1917 die Filmzensur und wurde wenig später uraufgeführt. Die Länge des Vierakters betrug, je nach Fassung, 1574 bzw. 1481 Meter. 